# Corticaria fuscicollis
Corticaria fuscicollis là một loài bọ cánh cứng trong họ Latridiidae. Loài này được Broun miêu tả khoa học năm 1912.